# Alicia Silverstone
Alicia Silverstone (San Francisco, Califòrnia, 4 d'octubre de 1976) és una actriu i productora estatunidenca.

## Biografia
Alicia Silverstone és filla de pares anglesos. El seu pare, Monty, és agent immobiliari, i la seva mare, Didi, va ser hostessa. És la més petita dels tres fills de Monty i Didi, però té igualment una germanastra anglesa, Kezi Silverstone, cantant pop, d'un primer matrimoni del seu pare, i un germanastre, David Silverstone.
Des dels 12 anys, fa cursos d'art dramàtic. Al final d'alguns cursos, s'hi fixa en ella Carolyn Kessler, que li proposa ser el seu agent.
La seva primera aparició a la pantalla és un anunci de publicitat per a Domino’s Pizza. Estudia al San Mateo High School, situat a Califòrnia, on és cheerleader. Paral·lelament, actua en una sèrie de TV, The Wonder Years. Després de l'èxit a The Crush, s'emancipa a quinze anys, per llançar-se a la seva carrera d'actriu i de productora.
Ha rodat a 3 clips del grup Aerosmith: Cryin', Crazy i Amazing el 1994.
Obté el seu més gran èxit cinematogràfic, el 1995, amb la pel·lícula Fora d'ona, i funda la seva pròpia societat de producció, First Kiss Productions.
Més o menys en el moment en què es troba interpretant Batgirl a Batman & Robin, la revista People li treu els seus problemes de pes. El primer paper se li escapa en la nova versió americana de My Father the Hero, ja que els productors la troben massa grassa.
No té des d'aleshores gaire èxit, una de les seves últimes aparicions en un gran paper és al fulletó televisat Miss Match, desprogramat per la cadena NBC al final d'11 episodis.
És casada des de 2005 amb Chris Jarecki, el cantant del grup S.T.U.N..

## Filmografia

### Cinema
- 1993: The Crush: Nick
- 1995: The Babysitter: Jennifer
- 1995: L'assassí del més enllà (Hideaway): Regina
- 1995: A New World: Vanessa Lutz
- 1995: Fora d'ona (Clueless): Cher Horowitz
- 1996: True Crime: Mary Giordano
- 1997: Excés d'equipatge (Excess Baggage): Emily T.Hope
- 1997: Batman i Robin (Batman & Robin): Barbara Wilson / Batgirl
- 1999: Buscant l'Eva (Blast from the Past): Eve
- 2000: Treballs d'amors perduts (Love's Labour's Lost): La Princesa de França
- 2002: Global Heresy: Natalie Bevin
- 2002: Scorched: Sheila Rilo
- 2004: Scooby-Doo 2: Heather
- 2005: Beauty Shop: Lynn
- 2005: Silence Becomes You: Violet
- 2006: Alex Rider: Operació Stormbreaker (Stormbreaker) : Jack Starbright
- 2008: Tropic Thunder: ella mateixa
- 2009: My Mother's Red Hat
- 2011: The Art of Getting By: Sra. Herman
- 2011: Butter: Jill Emmet
- 2013: Vamps: Goody

### Televisió
- 1992: The Wonder Years (sèrie): Jessica
- 1993: Torch Song (telefilm): Delphine
- 1993: Scattered Dreams (telefilm): Phyllis Messenger
- 1994: Cool and the Crazy (telefilm): Roslyn
- 2001: Braceface (sèrie): Sharon Spitz
- 2003: Miss Match (sèrie): Kate Fox
- 2005: Queen B (telefilm): Beatrice
- 2006: Candles on Bay Street (telefilm): Dee Dee
- 2007: The Singles Table (sèrie): Georgia
- 2008: Bad Mother's Hanbook (telefilm): Karen

### Teatre
- 1993: Carol's Eve: Debbie
- 2002: The Graduate: Elaine

### Com a productora
- 1997: Excés d'equipatge
- 2001: Braceface (TV)

## Premis i nominacions

### Nominacions
- 2004. Globus d'Or a la millor actriu en sèrie musical o còmica per Miss Match.

## Conviccions polítiques
Silverstone és coneguda com a militant pels drets dels animals i pel medi ambient. Volia ser vegetariana ja als vuit anys, però li han calgut anys per aconseguir deixar completament de menjar carn. «Al cap i a la fi, he pensat: si no estic a punt per menjar un gos, no he de menjar carn en absolut.».